# Holly Pond
Holly Pond es un pueblo ubicado en el condado de Cullman en el estado estadounidense de Alabama. En el censo de 2000, su población era de 645.

## Demografía
En el 2000 la renta per cápita promedia del hogar era de $ 28.182$, y el ingreso promedio para una familia era de 31.875$. El ingreso per cápita para la localidad era de 13.466$. Los hombres tenían un ingreso per cápita de 27.708$ contra 19.432$ para las mujeres.

## Geografía
Holly Pond está situado en 34°10′29″N 86°37′1″O / 34.17472, -86.61694 (34.174657, -86.617004).
Según la Oficina del Censo de los EE. UU., la ciudad tiene un área total de 3.44 millas cuadradas (8.92 km²).